# Vailhauquès
Vailhauquès (okzitanisch Valhauqués) ist eine französische Gemeinde mit 2684 Einwohnern (Stand 1. Januar 2022) im Département Hérault in der Region Okzitanien. Sie gehört zum Arrondissement Lodève sowie zum Kanton Saint-Gély-du-Fesc.

## Geographie
Vailhauquès grenzt im Norden an Argelliers, im Nordosten an Murles, im Osten an Combaillaux, im Südosten an Grabels, im Westen und Süden an Montarnaud.

## Bevölkerungsentwicklung
| Bevölkerungsentwicklung | Bevölkerungsentwicklung | Bevölkerungsentwicklung | Bevölkerungsentwicklung | Bevölkerungsentwicklung | Bevölkerungsentwicklung | Bevölkerungsentwicklung | Bevölkerungsentwicklung | Bevölkerungsentwicklung |
| ----------------------- | ----------------------- | ----------------------- | ----------------------- | ----------------------- | ----------------------- | ----------------------- | ----------------------- | ----------------------- |
| Jahr                    | 1968                    | 1975                    | 1982                    | 1990                    | 1999                    | 2006                    | 2017                    |                         |
| Einwohner               | 235                     | 315                     | 772                     | 1317                    | 1900                    | 2058                    | 2553                    |                         |

## Söhne und Töchter
- Claude Azéma (1943–2021), Weihbischof in Montpellier